# Mount Fries
Mount Fries är ett berg i Antarktis. Det ligger i Östantarktis. Australien gör anspråk på området. Toppen på Mount Fries är 1 983 meter över havet, eller 770 meter över den omgivande terrängen. Bredden vid basen är 5,0 km.
Terrängen runt Mount Fries är varierad. Trakten är obefolkad. Det finns inga samhällen i närheten.